# Claude de Neufchâtel-Bourgogne
Claude de Neufchâtel-Bourgogne, né vers 1449 et mort le 24 février 1505, est seigneur de Neuchâtel, d'Épinal, du Fays et de Chamabou et vicomte de Baume-les-Dames. Il occupe le poste de lieutenant-général du Luxembourg et de Bourgogne et de maréchal de Bourgogne. Il est nommé chevalier de la Toison d'or en 1491.

## Biographie
Claude est le quatrième fils de Thiébaut IX de Neufchâtel. Il descend du lignage de Neufchâtel en Bourgogne qui a donné des chevaliers et fonctionnaires réputés, au service des ducs-comtes de Bourgogne.
Initialement destiné à une carrière ecclésiastique, Claude devient seigneur séculier à la mort de son frère Thiébaut X de Neufchâtel-Bourgogne. En 1465, il épouse donc Bonne de Boulay, fille et héritière de Jean de Boulay. L'héritage de son épouse lui permet de s'ancrer au nord de la Lorraine et près du Luxembourg, un territoire convoité par Charles le Téméraire, seigneur de Claude.
Il est fait chevalier en 1468, notamment en raison de son implication dans la guerre contre les Liégeois. En 1470, il est mentionné comme à la tête de 43 hommes d'armes et 115 archers, au service de Charles le Téméraire. Claude devient d'ailleurs chambellan de ce dernier.
Pendant les guerres de Bourgogne, Claude devint capitaine dans l'armée de Charles le Téméraire. Il opéra dans le Nivernais contre les Français, et au début de l'année 1474, il fut nommé « lieutenant sur certaines compagnies de noz gens de guerre ». Le 29 mai 1474, lors d'une revue militaire de la compagnie de Troylo da Rossano à Montjustin, il fut désigné « lieutenant et capitaine général de monseigneur le duc sur les gens d'armes de ses ordonnances et autres étant es marches de par decà », c'est-à-dire lieutenant général au Luxembourg. Quelques jours après, Charles le Téméraire, le charge de mener des représailles contre le comte Henri de Montbéliard, dont le père Ulrich V de Wurtemberg a soutenu les révoltes anti-bourguignonnes en Alsace. Avec l'aide d'Olivier de La Marche, il capture le comte au Luxembourg et l'escorte jusqu'aux murs de Montbéliard, et menacent de l'exécuter, afin d'obtenir la reddition du comté, sans succès.
En août 1475, lors de la guerre contre le duc de Lorraine, Claude, accompagné de plusieurs capitaines et d'un contingent de 13 000 hommes, assiégea le château de Conflans-en-Jarnisy, que Charles le Téméraire lui concède, ainsi que Buzy, mais qu'il devait encore conquérir. En septembre, à Soleuvre, qui appartenait à Claude de Neuchâtel (par son épouse), Charles le Téméraire réussit à conclure une trêve de neuf ans avec les Français. Claude participa sans doute aux négociations, car le 5 septembre, il informa son frère, qui se trouvait à Darney, de la signature d'un traité dont le duc de Lorraine avait été exclu.
Après la mort de Charles le Téméraire, lors de la bataille de Nancy, la situation est alarmante pour la noblesse bourguignonne et la famille de Claude. Néanmoins ce dernier s'est sort relativement mieux que les autres avec ses possessions proches du Luxembourg. Ses possessions sont toutefois impactées par l'invasion française des Bourgogne en 1477. Claude reste fidèle à la maison de Valois-Bourgogne et soutien Marie de Bourgogne, face à Louis XI. La proximité dont il bénéficiait auprès du Téméraire semble se retrouver auprès de sa suzeraine. En mai 1477, elle charge Claude de négocier une trêve avec le duc René II de Lorraine et l'archevêque de Trèves. C'est ce même archevêque qui maria Marie de Bourgogne avec le futur empereur, Maximilien de Habsbourg l'été suivant. Claude est d'ailleurs chargé, avec Guillaume de La Baume d'Illens, d'escorter le futur époux jusqu'à Gand pour son mariage. Il assiste ensuite à ce mariage.
Avec ses frères cadets, Claude collecte une rançon pour son frère Henri de Neufchâtel, fait prisonnier à la bataille de Nancy et libéré en septembre 1479,.
En 1480, il est capitaine d'une compagnie d'hommes d'Armes avec laquelle il prend, puis brûle le château d'Haspres. La même année Claude est nommé lieutenant général, c'est-à-dire gouverneur, du Luxembourg. En 1483, Maximilien de Habsbourg lui attribue la charge de maréchal afin de pacifier le duché. Il occupe ces fonctions jusqu'en 1489. À cette occasion, Claude reçoit du prince plusieurs seigneuries prises aux rebelles, notamment les Rodemack et les La Marck.
En 1491, il est nommé chevalier de la Toison d'or au chapitre de Malines, contrairement à ses parents, il est nommé à cet ordre par un Habsbourg (Philippe le Beau) et non plus par un Valois-Bourgogne. Selon Vianney Muller, l'entrée de Claude dans l'Ordre de la Toison d'Or, avait été envisagée dès 1473, au cas où Albert III de Saxe n'y entre pas.
Il meurt le 24 février 1505 et est enterré en l’église du Saint-Esprit à Luxembourg (plateau du Saint-Esprit).

### Homme de lettres
En plus de la grande quantité de correspondances qu'il entretenait, notamment avec Charles le Téméraire, Claude de Neufchâtel a commandé une anthologie de traités de chevalerie à Gilles Gobet, un héraldiste réputé travaillant à Bruges. Cette anthologie réunit quatorze textes enluminés qui traitent, entre autres, des protocoles chevaleresques, de l'héraldique et des lois de la guerre en Europe. Il s'agit d'une des plus importantes compilations chevaleresques de l'époque bourguignonne et cela témoigne de la richesse de son commanditaire.

## Famille
Il est issu de la famille noble des Neufchâtel-en-Bourgogne. Ses parents étaient Thiébaut IX et Bonne de Châteauvillain (morte le 9 août 1474), dame de Boussenois et de Grancey. Il épouse, le 1er/16 mai 1465, Bonne de Boulay, (? - après 1518), dame de Grancey et de Soleuvre, fille de Jean de Soleuvre et de Marguerite d'Autel, ensemble ils ont :
- Thiébaud XI, (1478 - 1501), seigneur de Soleuvre,
- Bonne, (vers 1480 - mai 1515) : elle épouse en premières noces le 18 août 1500 Louis de Salm de Blâmont († 1503 ; neveu d'Olry de Blâmont évêque de Toul), puis en secondes noces le 22 octobre 1505 Guillaume de Fürstenberg, (7 janvier 1491 - Ortenberg 21 août 1549 ; fils du comte Wolfgang Ier et frère du comte Frédéric III),
- Isabeau/Élisabeth, (vers 1485 - 20 novembre 1533), dame de Châtel-sur-Moselle, de Bainville, de Chaligny et du Pay : elle épouse en premières noces le 18 mai 1505 Félix Ier de Werdenberg (? - 12 juillet 1530), puis en secondes noces le 19 mai 1533 Dietrich IV, (14 août 1481 - 2 juillet 1551), comte de Manderscheid : Sans postérité,
- Marguerite, (1480 - 3 septembre 1549), abbesse de Remiremont de 1528 à 1549,